# Xenia umbellata
Xenia umbellata is een zachte koraalsoort uit de familie Xeniidae. De koraalsoort komt uit het geslacht Xenia. Xenia umbellata werd in 1816 voor het eerst wetenschappelijk beschreven door Lamarck. 